# Hagonoy (Bulacan)
Hagonoy is een gemeente in de Filipijnse provincie Bulacan op het eiland Luzon. Bij de laatste census in 2007 had de gemeente ruim 89 duizend inwoners.

## Geografie

### Bestuurlijke indeling
Hagonoy is onderverdeeld in de volgende 26 barangays:
| - Abulalas - Carillo - Iba - Iba-Ibayo - Mercado - Palapat - Pugad - Sagrada Familia - San Agustin - San Isidro - San Jose - San Juan - San Miguel | - San Nicolas - San Pablo - San Pascual - San Pedro - San Roque - San Sebastian - Santa Cruz - Santa Elena - Santa Monica - Santo Niño (Pob.) - Santo Rosario - Tampok - Tibaguin |

## Geboren in Hagonoy
- Dalisay Aldaba (9 september 1912), operazangeres (overleden 2006);
- Pedro Bantigue (31 januari 1920),  rooms-katholiek bisschop (overleden 2012);
- Blas Ople (3 februari 1927),  politicus (overleden 2003);
- Ruben Reyes (3 januari 1939),  rechter Filipijns hooggerechtshof (overleden 2021).